# Zabłocie (powiat rawski)
Zabłocie – wieś w Polsce położona w województwie łódzkim, w powiecie rawskim, w gminie Sadkowice.
Wieś szlachecka położona była w drugiej połowie XVI wieku w powiecie bielskim ziemi rawskiej województwa rawskiego. W latach 1975–1998 miejscowość należała administracyjnie do województwa skierniewickiego.

## Zabytki
Według rejestru zabytków Narodowego Instytutu Dziedzictwa na listę zabytków wpisane są obiekty:
- zespół dworski, 2 poł. XIX w.:
  - dwór, nr rej.: 589 z 28.07.1983
  - park, nr rej.: 528 z 5.05.1980